# Pultenaea trichophylla
Pultenaea trichophylla är en ärtväxtart som beskrevs av John McConnell Black. Pultenaea trichophylla ingår i släktet Pultenaea och familjen ärtväxter. Inga underarter finns listade i Catalogue of Life.